# Friedrich Julius von Baltz
Friedrich Julius Karlowitsch von Baltz (russisch (Фридрих-Юлиус) Фёдор Карлович Бальц; * 20. Apriljul. / 2. Mai 1800greg. in Pernau; † 27. Julijul. / 8. August 1873greg. in St. Petersburg) war ein russischer Militäringenieur und Brückenbauingenieur.

## Leben
Baltz war der Sohn des deutsch-baltischen Kaufmanns Carl Gottlieb Baltz (1760–1802) und seiner Frau Anna Helena Juliana von Tornauw (* 1772, Ururenkelin des Vizegouverneurs Estlands Wolmar Anton von Schlippenbach) und wurde am 31. Mai 1800 evangelisch-lutherisch getauft. Er studierte an der St. Petersburger Haupt-Ingenieur-Schule mit Abschluss 1822. Darauf kam er als Podporutschik in das Ingenieurkommando Dünaburg.
Baltz diente in Riga, Bessarabien, Polen und Kronstadt und baute Brücken, Fähren, Forts und Lazarette. Er nahm am Russisch-Osmanischen Krieg (1828–1829) und an der Niederschlagung des polnischen Novemberaufstands 1830/1831 teil.
Im März 1835 wurde Baltz zum Oberstleutnant befördert und für Sonderaufgaben dem Ingenieur-Generalinspekteur Großfürst Michael Pawlowitsch zugeordnet. Baltz wurde 1841 zum Oberst befördert und erhielt 1843 den Wappenbrief für den erblichen Adel. 1855 ging er als General in den Ruhestand.
Baltz kaufte 1858 mit eigenen Mitteln das Landgut Domaschowo bei Jamburg, das er mit einem Herrenhaus inmitten eines Landschaftsparks mit Teichen, Kaskaden und Steinbrücken zu einem der schönsten Herrensitze im Gouvernement Sankt Petersburg ausbaute.
Seit 1832 war Baltz mit Adelaide Katharina Alexandrine von Tiesenhausen (1809–1853, Tochter Generalmajor Philipp Gotthard Freiherr von Tiesenhausens) verheiratet, mit der er sieben Kinder bekam. Nach ihrem Tod heiratete Baltz Rosa Metzler.
Baltz starb am 8. August 1873 in St. Petersburg und wurde im Familiengrab im lutherischen Teil des Wolkowo-Friedhofs bestattet.
Baltz hatte die älteren Brüder Johann Georg Baltz (1795–1849) und Generalmajor Karl Ludwig von Baltz (1796–1879).

## Ehrungen
- Orden des Heiligen Wladimir IV. Klasse mit Schleife (1828), III. Klasse (1844)
- Russischer Orden der Heiligen Anna III. Klasse mit Schleife (1829), II. Klasse (1831), Kaiserkrone dazu (1833)
- Goldenes Schwert für Tapferkeit (1829)
- Virtuti Militari IV. Klasse (1831)
- Sankt-Stanislaus-Orden II. Klasse (1838), I. Klasse (1853)
- Orden des Heiligen Georg IV. Klasse (1839)[3]
- Sankt-Georgs-Band (1848) für 25 Jahre tadellosen Dienst[2]